# Rhinophis travancoricus
Rhinophis travancoricus là một loài rắn trong họ Uropeltidae. Loài này được Boulenger mô tả khoa học đầu tiên năm 1892.